# 貞辰親王
貞辰親王（さだときしんのう）は、平安時代前期から中期にかけての皇族。清和天皇の第七皇子。

## 経歴
清和朝末の貞観17年（875年）に親王宣下を受ける。
元慶8年（884年）陽成天皇の退位にあたって、清和天皇の数多くの皇子の中で、貞辰は時の権力者である関白・藤原基経の唯一の外孫（母は藤原基経の娘である女御・藤原佳珠子）であることから、有力な皇嗣候補の一人だった。しかし、皇位は光孝天皇から宇多天皇と継承され、貞辰が天皇になることはなかった。
光孝天皇は即位後に子女全員を臣籍降下しているが、これは基経と貞辰に配慮したとする説がある。
元服後、四品に叙せられる。醍醐朝末の延長7年（929年）4月21日薨去。享年56。最終位階は四品。

## 異伝
東京都墨田区向島にある牛嶋神社（牛御前王子権現社）と葛飾区の王子白髭神社（王子神社）の祭神となっている。王子白髭神社社伝によると、貞辰が東国を巡行中の天慶元年（938年）にこの地で没したために祭られたという。

## 官歴
- 貞観17年（875年）10月15日：為親王[2]
- 時期不詳：四品
- 延長7年（929年）4月21日：薨去（四品）[3]

## 系譜
- 父：清和天皇
- 母：藤原佳珠子（藤原基経の娘）